# Federazione italiana lavoratori emigranti e famiglie
La Federazione italiana lavoratori emigranti e famiglie (FILEF) è un'organizzazione italiana dedicata alla tutela dei diritti degli italiani emigrati all'estero. È stata fondata nel novembre 1967 ad opera di Carlo Levi, Paolo Cinanni e altri intellettuali.

## Origini
Sono di competenza dello Stato italiano e di quelli esteri le soluzioni di tanti problemi sociali, politici, sindacali, culturali, dei quali, fino al 1967, vi erano accenni di soluzioni assai parziali e limitate, per lo più di natura previdenziale e assistenziale, e solo in parte già affrontati dalle ACLI dopo il 1950. Con la nascita della FILEF avveniva una vera svolta che interessò il complesso della politica internazionale e degli Stati, compresa la Comunità europea che, allora, era ai suoi primi passi, e alla quale la FILEF presentò in due occasioni, nel 1971 e nel 1973, un "libro bianco" sulla condizione degli emigrati e una proposta di "statuto internazionale dei diritti", poi divenuto il testo fondamentale per norme generali per una politica dell'emigrazione. Il medesimo testo ha fornito i canoni più recenti per una politica riguardante tutte le immigrazioni e le stesse norme accolte nella legge italiana n.40/1998 concernente i lavoratori immigrati.

## Statuto
In breve sintesi lo Statuto della FILEF si fonda sui seguenti principi:
1. la parità delle condizioni con i cittadini nazionali nei luoghi di lavoro e nella vita sociale con pari diritti previdenziali, di sicurezza e di norme di vita;
2. una nuova politica del paese di origine dell'emigrazione per la tutela diretta, diplomatica e generale dei propri cittadini all'estero, e, intanto che duri l'emigrazione, tendente a rimuoverne le cause economiche e sociali che l'hanno determinata e favorirne il progressivo rientro nella concezione che l'emigrazione è una perdita non solo umana ma anche economica;
3. la diretta partecipazione delle organizzazioni dell'emigrazione alla discussione e all'approvazione dei provvedimenti necessari e la nascita in Italia e all'estero di organismi di tale partecipazione, come il Consiglio degli italiani all'estero e le Consulte regionali.

Così avviata la questione, è sorto un intero nuovo capitolo nel diritto internazionale. L'originalità dell'esperienza della FILEF è stata ripresa da altre collettività di emigrati di altri paesi. Ciò ha corrisposto, comunque, al segno dei tempi, fondato sulla partecipazione alla vita politica e ai sistemi democratici, parlamentari e rappresentativi. Per altro, la FILEF ha consolidato nel tema la generale tendenza verificatasi in ogni parte del mondo dopo la seconda guerra mondiale, di cui sono state sintesi politiche internazionali e pacifiche le Nazioni Unite e la Carta dell'ONU e la Carta dei diritti umani fondamentali, che prevedono, in sostanza, la parità, la democrazia delle istituzioni e il divieto di qualsiasi discriminazione.
Il nuovo clima, dopo il 1945, ha rappresentato la più vasta novità sociale e anche teorica nell'esistenza delle immigrazioni. Queste sono esistite in ogni fase della civiltà umana. Anzi la storia della civiltà umana è storia dei movimenti dei popoli e delle immigrazioni. Il fenomeno dell'emigrazione italiana non avviene a partire dal 1860, anche se in quell'anno se ne determinarono i cospicui movimenti verso le Americhe e specialmente dall'Italia Meridionale (questione meridionale). L'emigrazione è antica quanto la società umana, e il famoso apologo di Pericle (V secolo a.C.) già accennava all'esempio di Atene, dove nessuno era considerato straniero e dove erano vigenti le leggi dell'umanità e della parità, anche non scritte. Dopo oltre venti secoli la Carta dell'ONU e quella dei diritti umani raccoglievano quei principi. Si trattava, tuttavia, di principi illuministici "trattati in alto" e, per gli emigranti, formulati come "concessione". La vera svolta, nella quale si è collocata la FILEF, è consistita nella diretta partecipazione di masse umane nuove nella politica delle nazioni. "Non più cose ma protagonisti", fu uno dei motti del primo congresso della FILEF.
Fu Carlo Levi, scrittore, storico, filosofo e politico italiano, pittore e primo Presidente della FILEF, che lo coniò riassumendo gli indirizzi culturali e storici e il programma della nuova organizzazione, che si può oggi riassumere nella politica della FILEF.

## Dai diritti al nuovo sviluppo
Il percorso storico della FILEF, l'impegno sui grandi temi del lavoro degli emigrati, dei loro diritti di cittadinanza, della tutela assistenziale e previdenziale, del riconoscimento del ruolo insostituibile della donna in emigrazione, hanno portato al formarsi di un'identità cosciente e forte. Nel suo ruolo principale di tramite con il Paese d'origine, di tutela e riconoscimento dei diritti all'integrazione, la FILEF si fa quindi promotrice di un nuovo modo di concepire l'emigrazione come potenzialità di sviluppo anche per l'economia italiana. Per questo nel programma dell'Associazione è prevista l'attività di ricerca, per capire la sostanza più intima dei cambiamenti, prevenire le necessità e le istanze, indirizzare le politiche e tessere una nuova rete di legami forti tra gli emigrati e l'Italia, tramite anche la sua capillare rete di sedi, in tutto il mondo. La FILEF ha moltiplicato i progetti di formazione, di consulenza alle piccole e medie imprese e alle attività autonome degli italiani all'estero, ha organizzato iniziative culturali diffuse, sta aprendo nuovi canali d'informazione e promozione anche via Internet.

## La rete di rapporti e di azioni
Partner e interlocutori dell'Associazione sono gli organismi democratici, i sindacati, il mondo delle associazioni e del volontariato, nel sostegno agli immigrati di ogni nazionalità, per la difesa della parità di diritti e della "visibilità" dei cittadini migranti. In Italia come all'estero la FILEF collabora con le principali istituzioni, Università, centri di ricerca; ha avviato fin dal 1970 un rapporto con l'Unione Europea. Rappresentata nei Comites (organismi elettivi degli italiani all'estero), nel Consiglio generale degli italiani all'estero presso il Ministero degli Esteri, nelle Consulte regionali per il settore, l'Associazione esercita un'attività di verifica e proposta per le principali leggi e i trattati in materia di emigrazione.

## Le attività
Tra i principali progetti realizzati dalla FILEF negli ultimi anni, in collaborazione con i suoi partner e con alcune istituzioni italiane e internazionali, vi sono le ricerche sulle nuove norme pensionistiche per gli emigrati, con continui aggiornamenti e servizio di consulenza; le ricerche sulla disoccupazione italiana all'estero e sui bisogni formativi dei giovani emigrati; la campagna di informazione in Europa e oltreoceano sull'istituzione dell'AIRE (Anagrafe degli italiani residenti all'estero); le pubblicazioni sulle leggi regionali in materia di emigrazione; l'organizzazione di corsi professionali e di sviluppo locale in Sud America e di interscambio e collocamento professionale con la Germania, la ricerca sulla consistenza delle piccole e medie imprese in emigrazione; le guide alla creazione d'impresa in Canada, Germania, Gran Bretagna, Francia, Belgio. L'agenzia di stampa Emigrazione Notizie, i volumi Racconti dal Mondo che raccoglie i lavori partecipanti al Premio Letterario Pietro Conti, organizzato dalla FILEF in collaborazione con la Regione Umbria e con l'ISUC. La FILEF ha una rete capillare di sedi in tutte le Regioni italiane e organizzazioni aderenti nei principali Paesi di emigrazione italiana: Svizzera, Francia, Belgio, Germania, Gran Bretagna, Svezia, Lussemburgo, Paesi Bassi, Rep. Ceca, Canada, Usa, Messico, Venezuela, Perù, Brasile, Uruguay, Cile, Argentina, Australia.
A seguito della ripartenza di consistenti flussi di nuova emigrazione prevalentemente giovanile a partire dalla crisi economica del 2007-2008, la FILEF ha attentamente monitorato questo fenomeno con diverse ricerche sul campo, dimostrando che la sua entità è molto maggiore di quella indicata dall'ISTAT (che si basa sulle cancellazioni di residenza per l'estero - AIRE); comparando i dati ISTAT con quelli di alcuni tra i maggiori paesi meta dei nostri flussi emigratori (Germania, Gran Bretagna, Svizzera, Belgio, Australia), è emerso che l'entità reale dei flussi dovrebbe situarsi tra 2 e 2,5 volte il dato ISTAT, avvicinandosi alla consistenza dei flussi degli anni '60 del '900. Ciò costituisce un problema di rilevanza nazionale per la perdita di capitale umano per il paese, anche in considerazione della parallela crisi demografica. È infatti la prima volta nella storia d'Italia, che importanti flussi di emigrazione si producono in presenza di una significativa flessione demografica, contribuendo allo spopolamento di molte aree del paese e peggiorando ulteriormente l'equilibrio tra il nord e il Meridione, investito a a sua volta da massicci flussi di emigrazione interna verso il centro-nord.